# Горній Миклоуш
45°43′ пн. ш. 16°41′ сх. д. / 45.72° пн. ш. 16.69° сх. д.
Горній Миклоуш (хорв. Gornji Miklouš) — населений пункт у Хорватії, у Б'єловарсько-Білогорській жупанії у складі міста Чазма.

## Населення
Населення за даними перепису 2011 року становило 96 осіб.
Динаміка чисельності населення поселення: